# Dispersielijm
Dispersielijm is een lijm waarin de lijmdeeltjes als kleine deeltjes of druppeltjes gelijkmatig verspreid zijn in een vloeistof. Een dergelijk mengsel is een dispersie.
Voorbeelden van dispersielijmen zijn witte houtlijmen.
Het verschil tussen een oplosmiddelenlijm en een dispersielijm is dat de lijm bij een oplosmiddelenlijm op moleculair niveau vermengd is met een oplosmiddel, terwijl de lijmdeeltjes in een dispersielijm bestaan uit druppeltjes van meerdere moleculen van de lijmstof.
De lijmverbinding komt tot stand door verdamping van de vloeistof, of absorptie van de vloeistof in de omgeving. Hierdoor blijven de vaste deeltjes, die tezamen de lijmlaag vormen, over.
Toepassingsgebieden zijn:
- Houtlijm
- Textiellijm